# Буршье, Роберт, 1-й барон Буршье
Роберт Буршье (англ. Robert Bourchier; ок. 1306 — 18 мая 1349) — 1-й барон Буршье с 1342 года, главный юстициарий Ирландии в 1334 году, лорд верховный канцлер Англии в 1340—1341 годах, английский воин и государственный деятель, старший сын Джона Буршье из Стенстед Холла и Хелен де Колчестер.

## Биография
Роберт происходил из рода Буршье, владения которого располагались в графстве Эссекс. В качестве рыцаря он участвовал в палат общин от Эссекса в 1329, 1330, 1132, 1338 и 1339 годах, а в 1334 году был главным юстициаием Ирландии.
В 1337 году начался конфликт между Англией и Францией, который годом позже перерос в войну, позже получившей название Столетней. Уже в конце 1337 года английская армия под командованием сэра Уолтера Мэнни высадилась на острове Кадзанд в устье Шельды (Зеландия), принадлежавшем графу Фландрии Людовику I Неверскому. В составе этой армии находился и Роберт, который за участие в этой экспедиции получил 100 фунтов. 11 ноября в битве фландрская армия была разбита, а остров захвачен. Однако вскоре армия была отозвана.
14 декабря 1340 года Роберт был назначен королём Эдуардом III канцлером Англии вместо архиепископа Кентерберийского Джона Стретфорда, став первым мирянином на этом посту. Ему было установлено жалование в 500 фунтов. Однако на посту канцлера Роберт не пользовался популярностью. Кроме того, в 1341 году Роберт проявил неуступчивость, отказавшись уступать решениям парламента, конфликтовавшим с королём, и 29 октября 1341 оставил свой пост.
После того, как Роберт показал свою преданность королю, он остался в числе приближённых Эдуарда III. В 1342 году Роберт получил титул барона Буршье, став пэром Англии.
В 1342—1343 годах Роберт в составе английской армии участвовал в военных действиях в Бретани, а 26—27 августа 1346 года принял участие в битве при Креси, завершившейся разгромом французской армии. После этого Роберт в составе английской армии принял участие в осаде Кале, завершившейся в августе 1347 года капитуляцией города.
В 1348 году в Европе началась эпидемия чумы. Одной из её жертв стал и Роберт, умерший 18 мая 1349 года. Его тело было похоронено в Холстеде (графство Эссекс). Наследником Роберта стал его старший сын Джон.

## Брак и дети
Жена: Маргарет Прейер, дочь сира Томаса Прейера из Сайбл-Хедингхема и Маргарет де Эссекс. Дети:
- Джон (март 1329—1400), 2-й барон Буршье с 1349
- Уильям (ум. 1375)